# STS-82
STS-82 или HST SM-2 (Hubble Space Telescope Servicing Mission) e осемдесет и втората мисия на НАСА по програмата Спейс шатъл и двадесет и втори полет на совалката Дискавъри. Това е втората мисия по обслужване на космическия телескоп „Хъбъл“.

## Екипаж
| Пост                    | Астронавт                                 |
| ----------------------- | ----------------------------------------- |
| Командир                | Кенет Бауерсокс четвърти космически полет |
| Пилот                   | Скот Хоровиц втори космически полет       |
| Специалист на мисията 1 | Джоузеф Танър втори космически полет      |
| Специалист на мисията 2 | Стивън Хоули четвърти космически полет    |
| Специалист на мисията 3 | Грегъри Хърбо четвърти космически полет   |
| Специалист на мисията 4 | Марк Ли четвърти космически полет         |
| Специалист на мисията 5 | Стивън Смит втори космически полет        |

- Броят на полетите е преди и включително тази мисия.

## Полетът
Совалката стартира успешно на 11 февруари и веднага след излизането си на орбита с височина 557 – 580 km започва „преследването“ на телескопа. Самото прихващане чрез дистанционния манипулатор на совалката става на 13 февруари в 08:34 UTC, а е прибран в товарния отсек на совалката около 20 минути по-късно. По време на цялата мисия са извършени общо 5 излизания в открития космос (3 от астронавтите Ли и Смит и 2 от Хърбо и Танър). По план са предвидени 4 излизания, а петото е извънредно – за поправяне на изолацията на телескопа.
По време на първото излизане са подменени Goddard High Resolution Spectrograph (GHRS) и Faint Object Spectrograph (FOS), съответно със Space Telescope Imaging Spectrograph (STIS) и Near Infrared Camera and Multi-Object Spectrometer (NICMOS).
По време на второто са подменени амортизирания Fine Guidance Sensor и повредения Engineering and Science Tape Recorder с нови, инсталира се и Optical Control Electronics Enhancement Kit, който увеличава чувствителността на ориентация на сензора. По време на това излизане астронавтите за първи път забелязват нарушенията по повърхността на изолацията на телескопа.
Третото излизане в открития космос започва в 02:53 на 15 февруари. Астронавтите подменят Data Interface Unit на телескопа и Engineering and Science Tape Recorder с нов цифров Solid State Recorder (SSR), който позволява едновременно запис и възпроизвеждане на данни. След това излизане ръководителите на полета вземат решение за осъществяване на пето излизане за ремонт на топлоизолацията на телескопа.
Хърбо и Танър заменят Solar Array Drive Electronics-пакет, който контролира позиционирането на слънчевите панели на „Хъбъл“. Заменени са също и магнитометрите на „Хъбъл“ и се поставят термоодеяла от многослойни материали върху две от областите с повредена изолация.
По време на последната космическа разходка, продължила 5 часа и 17 минути. астронавтите разполагат няколко термоодеяла върху участъците с нарушена топлоизолация.
На следващия ден совалката с неосвободения все още телескоп на борда издига орбитата с около 8 морски мили. „Хъбъл“ се издига на 19 февруари в 01:41 ч. на най-голямата надморска височина, на която някога е летял (335 морски мили или 620 километра).
Совалката каца на 21 февруари в Космическия център „Кенеди“ във Флорида за девети път през нощта.

## Параметри на мисията
- Маса:
  - При старта: ? кг
  - При кацането: ? кг
  - Полезен товар: 83 122 кг
- Перигей: 475 км
- Апогей: 574 км
- Инклинация: 28,45°
- Орбитален период: 95.2 мин

## Космически разходки
| № | Участници                     | Начало                     | Край                       | Продължителност  |
| - | ----------------------------- | -------------------------- | -------------------------- | ---------------- |
| 1 | Стивън Смит и Марк Ли         | 14 февруари 1997 04:34 UTC | 14 февруари 1997 11:16 UTC | 6 часа 42 минути |
| 2 | Грегъри Хърбо и Джоузеф Танър | 15 февруари 1997 03:25 UTC | 15 февруари 1997 10:52 UTC | 7 часа 27 минути |
| 3 | Стивън Смит и Марк Ли         | 16 февруари 1997 02:53 UTC | 16 февруари 1997 10:04 UTC | 7 часа 11 минути |
| 4 | Грегъри Хърбо и Джоузеф Танър | 17 февруари 1997 03:45 UTC | 17 февруари 1997 10:19 UTC | 6 часа 34 минути |
| 5 | Стивън Смит и Марк Ли         | 18 февруари 1997 03:15 UTC | 18 февруари 1997 08:32 UTC | 5 часа 17 минути |

## Галерия
- Телескопът Хъбъл в космоса
- Астронавтът Джоузеф Танър по време на едно от излизанията си в открития космос
- Астронавтите Марк Ли и Стивън Смит по време на едно от излизанията си в открития космос